# Бербери Лија
Бербери Лија (фр. Berbérust-Lias) је насеље и општина у јужној Француској у региону Миди Пирене, у департману Горњи Пиринеји која припада префектури Аржеле Газо.
По подацима из 2011. године у општини је живело 58 становника, а густина насељености је износила 10,12 становника/km². Општина се простире на површини од 5,73 km². Налази се на средњој надморској висини од 733 метара (максималној 1.504 m, а минималној 520 m).

## Демографија
| 1962. | 1968. | 1975. | 1982. | 1990. | 1999. | 2011. |
| ----- | ----- | ----- | ----- | ----- | ----- | ----- |
| 45    | 69    | 58    | 54    | 48    | 40    | 58    |

График промене броја становника у току последњих година